# 부젠나가스역
부젠나가스역(일본어: 豊前長洲駅)은 일본 오이타현 우사시에 위치한 규슈 여객철도 소속 철도역이며, 닛포 본선의 정차역이다.

## 역 구조
섬식 승강장 1면 2선의 구조를 가지는 지상역이다. 역 내 서점과 플랫폼은 과선교에서 연결된다.
현재는 무인역이며, 근거리 표의 자동 매표기가 설치되어 있다. 2012년 이후에는, 규슈 여객철도 IC카드 SUGOCA를 도입할 예정이다.

## 인접 역
| 닛포 본선                | 닛포 본선     | 닛포 본선               |
| ------------------------ | ------------- | ----------------------- |
| 야나기가우라 고쿠라 방면 | ■ 쾌속 · 보통 | 우사 가고시마 중앙 방면 |